# باتريشيا بلاير
باتريشيا بلاير (بالإنجليزية: Patricia Blair)‏ هي ممثلة أمريكية، ولدت في 15 يناير 1931 بفورت وورث في الولايات المتحدة، وتوفيت في 9 سبتمبر 2013 في الولايات المتحدة بسبب سرطان الثدي.

## أعمال

### أفلام
- (1956) النوم الأسود

## وصلات خارجية
- باتريشيا بلاير على موقع IMDb (الإنجليزية)
- باتريشيا بلاير على موقع ألو سيني (الفرنسية)
- باتريشيا بلاير على موقع تيرنر كلاسيك موفيز (الإنجليزية)
- باتريشيا بلاير على موقع أول موفي (الإنجليزية)
- باتريشيا بلاير على موقع قاعدة بيانات الأفلام السويدية (السويدية)
- باتريشيا بلاير على موقع إن إن دي بي (الإنجليزية)
- باتريشيا بلاير على موقع قاعدة بيانات الفيلم (الإنجليزية)
- باتريشيا بلاير على موقع كينوبويسك (الروسية)